# Почаевичи (Львовская область)
Почаевичи (укр. Почаєвичі) — село в Дрогобычской городской общине Дрогобычского района Львовской области Украины.
Население по переписи 2001 года составляло 991 человек. Занимает площадь 1,511 км². Почтовый индекс — 82119. Телефонный код — 3244.